# Aya Endō
Aya Endō (遠藤 綾, Endō Aya), née le 17 février 1980 dans la préfecture de Yamagata, est une seiyū.

## Ludographie
| Année | Titre                                                 | Rôle                          | Plateforme                                                            | Source |
| ----- | ----------------------------------------------------- | ----------------------------- | --------------------------------------------------------------------- | ------ |
| 2004  | Harukanaru Toki no Naka de 3                          | Antoku 安徳天皇               | PlayStation 2, PlayStation Portable                                   |        |
| 2006  | Everybody's Tennis                                    | Hypomesus pretiosus japonicus | PlayStation 2                                                         |        |
| 2008  | Lucky Star: Ryōō Gakuen Ōtōsai                        | Miyuki Takara                 | PlayStation 2, PlayStation Portable                                   |        |
| 2009  | Kemeko Deluxe!                                        | Vanilla                       | Nintendo DS                                                           |        |
| 2009  | Canvas 3: Pale Pastel                                 | Nanami Chigusa                | PlayStation 2, changement de distribution par rapport à la version PC |        |
| 2009  | Macross Ultimate Frontier                             | Sheryl Nome                   | PlayStation Portable                                                  |        |
| 2009  | Rune Factory 3                                        | Pia                           | Nintendo DS                                                           |        |
| 2009  | Sekirei: Gifts from the Future                        | Matsu                         | PlayStation 2                                                         |        |
| 2009  | Luminous Arc 3                                        | Aulmorde, Franc               | Nintendo DS                                                           |        |
| 2010  | Princess Lover!                                       | Charlotte Hazelrink           | PlayStation 2                                                         |        |
| 2010  | Ar Tonelico Qoga                                      | Akane, Beni Yorutsuki         | PlayStation 3                                                         |        |
| 2010  | End of Eternity                                       | Reanbell                      | Xbox 360, PlayStation 3                                               |        |
| 2010  | Zangeki no Reginleiv                                  | Freya                         | Wii                                                                   |        |
| 2010  | Busou Shinki Battle Masters                           | Raputiasu                     | PlayStation Portable                                                  |        |
| 2010  | Last Ranker                                           | Roza                          | PlayStation Portable                                                  |        |
| 2010  | Another Century's Episode: R                          | Sheryl Nome                   | PlayStation 3                                                         |        |
| 2010  | Koumajou Densetsu II: Stranger's Requiem              | Yukari Yakumo                 | Windows                                                               |        |
| 2010  | Final Fantasy XIV                                     | Yda                           | Windows                                                               |        |
| 2010  | The Legend of Heroes: Trails from Zero                | Elie MacDowell                | PlayStation Portable, Windows                                         |        |
| 2010  | Agarest: Generations of War 2                         | Victoria                      | PlayStation 3, Windows                                                |        |
| 2011  | Valkyria Chronicles III                               | Riela Marceris                | PlayStation Portable                                                  |        |
| 2011  | Macross Triangle Frontier                             | Sheryl Nome                   | PlayStation Portable                                                  |        |
| 2011  | The Legend of Heroes: Trails to Azure                 | Elie MacDowell                | PlayStation Portable, Windows                                         |        |
| 2011  | Terror of the Stratus                                 | Hawk, Misogi                  | PlayStation Portable                                                  |        |
| 2012  | Photo Kano                                            | Momoko Ōtani                  | PlayStation Portable                                                  |        |
| 2012  | Mugen Souls                                           | Chou                          | PlayStation 3, Windows                                                |        |
| 2012  | Conception: Ore no Kodomo o Undekure!                 | Arie                          | PlayStation Portable, PlayStation 4, Windows                          |        |
| 2012  | Accel World: Awakening of the Silver Wings            | Kurasaki Kaedeko              | PlayStation 3, PlayStation Portable                                   |        |
| 2012  | Project X Zone                                        | Riela Marceris, Reanbell      | Nintendo 3DS                                                          | ,      |
| 2012  | Time and Eternity                                     | Makimona                      | PlayStation 3                                                         |        |
| 2012  | The Legend of Heroes: Trails from Zero Evolution      | Elie MacDowell                | PlayStation Vita, PlayStation 4, Nintendo Switch, Windows             |        |
| 2012  | Girl Friend Beta                                      | Tsukishiro Yoko               | iOS, Android                                                          |        |
| 2012  | Tales of Xillia 2                                     | Origin                        | PlayStation 3                                                         |        |
| 2013  | Accel World: The Peak of Acceleration                 | Kurasaki Kaedeko              | PlayStation 3, PlayStation Portable                                   |        |
| 2013  | Ebikore Photo Kano Kiss                               | Momoko Ōtani                  | PlayStation Vita                                                      |        |
| 2013  | Summon Night 5                                        | Alka                          | PlayStation Portable                                                  |        |
| 2013  | Date A Live Rinne Utopia                              | Reine Murasame                | PlayStation 3                                                         |        |
| 2013  | Super Robot Wars Operation Extend                     | Sheryl Nome                   | PlayStation Portable                                                  |        |
| 2013  | Final Fantasy XIV: A Realm Reborn                     | Yda                           | PlayStation 3, Windows, PlayStation 4, MacOS, PlayStation 5           |        |
| 2013  | Exstetra                                              | Serene                        | Nintendo 3DS, PlayStation Vita                                        |        |
| 2014  | Kantai Collection                                     | Z1                            | PC                                                                    |        |
| 2014  | The Legend of Heroes: Trails to Azure Evolution       | Elie MacDowell                | PlayStation Vita, PlayStation 4, Nintendo Switch, Windows             | [ 3 ]  |
| 2014  | Fate/hollow ataraxia                                  | Child-Gil                     | Windows, PlayStation Vita                                             |        |
| 2015  | Psycho-Pass: Mandatory Happiness                      | Chikaiyu Nadeshiko            | Xbox One, PlayStation 4, PlayStation Vita, Windows                    |        |
| 2015  | Final Fantasy XIV: Heavensward                        | Yda / Lyse                    | Windows, MacOS, PlayStation 3, PlayStation 4                          |        |
| 2015  | Xuccess Heaven                                        | Étudiante Green Academy       | iOS, Android                                                          | [ 4 ]  |
| 2015  | Date A Live Twin Edition: Rio Reincarnation           | Reine Murasame                | PlayStation Vita                                                      |        |
| 2015  | Project X Zone 2                                      | Reanbell                      | Nintendo 3DS                                                          |        |
| 2015  | Bloodborne                                            | Docteure Yosefuka             | PlayStation 4                                                         |        |
| 2016  | Street Fighter V                                      | Karin Kanzuki                 | PlayStation 4, Windows, Arcade                                        |        |
| 2016  | Fate/Grand Order                                      | Child-Gil, Quetzalcóatl       | iOS, Android                                                          |        |
| 2016  | Summon Night 6                                        | Alka                          | PlayStation 4, PlayStation Vita                                       |        |
| 2016  | Star Ocean: Integrity and Faithlessness               | Fiore Burnelli                | PlayStation 4, PlayStation 3                                          |        |
| 2016  | Toukiden 2                                            | Tsubaki                       | PlayStation 3, PlayStation 4, PlayStation Vita, Windows               |        |
| 2017  | Warriors All-Stars                                    | Sayo, Yomi                    | PlayStation 4, PlayStation Vita, Windows                              |        |
| 2017  | Fire Emblem Heroes                                    | Clair, Alear (femme)          | iOS, Android                                                          |        |
| 2017  | Accel World vs. Sword Art Online: Millennium Twilight | Fuuko Kurasaki / Sky Raker    | PlayStation 4, PlayStation Vita, Windows                              |        |
| 2017  | Fire Emblem Echoes: Shadows of Valentia               | Clair                         | Nintendo 3DS                                                          |        |
| 2017  | Final Fantasy XIV: Stormblood                         | Lyse                          | Windows, MacOS, PlayStation 4                                         |        |
| 2017  | Senko no Ronde 2                                      | Sakurako Sanjo                | PlayStation 4, Windows                                                |        |
| 2017  | Xenoblade Chronicles 2                                | Ten'i, Kiku                   | Nintendo Switch                                                       |        |
| 2018  | The Legend of Heroes: Trails of Cold Steel IV         | Elie MacDowell                | PlayStation 4, Nintendo Switch, Windows                               |        |
| 2018  | Dragalia Lost                                         | Brunhilda / Mym               | iOS, Android                                                          |        |
| 2019  | The Seven Deadly Sins: Grand Cross                    | Valenti                       | iOS, Android                                                          |        |
| 2019  | Azure Lane Crosswave                                  | Suruga                        | PlayStation 4, Windows, Nintendo Switch                               | [ 5 ]  |
| 2020  | Mega Man X DiVE                                       | Iris                          | iOS, Android                                                          | [ 6 ]  |
| 2021  | Bravely Default 2                                     | Martha Lancer                 | Nintendo Switch, Windows                                              |        |
| 2021  | Alchemy Stars                                         | Uriah, Victoria               | iOS, Android                                                          |        |
| 2021  | Genshin Impact                                        | Yelan                         | iOS, Android, Windows, PlayStation 4, PlayStation 5, Nintendo Switch  | [ 7 ]  |
| 2023  | Fire Emblem Engage                                    | Alear (femme)                 | Nintendo Switch                                                       |        |
| 2023  | Punishing: Gray Raven                                 | Han Ying                      | Android, iOS                                                          |        |
| 2023  | RED: Pride of Eden                                    | Elaine                        | Android, iOS                                                          | [ 8 ]  |
| 2023  | Path to Nowhere                                       | Dreya                         | Android, iOS                                                          | [ 9 ]  |